# Lực lượng Cảnh sát Singapore
Lực lượng Cảnh sát Singapore hay Lực lượng Công an Singapore (tiếng Anh: Singapore Police Force, viết tắt: SPF), gọi tắt là Cảnh sát Singapore hoặc Công an Singapore, là cơ quan thực thi pháp luật quốc gia và chính chịu trách nhiệm ngăn ngừa tội phạm và thực thi pháp luật tại Cộng hòa Singapore. Đây là cơ quan hàng đầu của đất nước chống tội phạm có tổ chức; buôn bán người và vũ khí; tội phạm mạng; cũng như các tội phạm kinh tế xuyên biên giới trong nước và quốc tế, nhưng có thể được giao nhiệm vụ điều tra bất kỳ tội phạm nào thuộc phạm vi quản lý của Bộ Nội vụ và chịu trách nhiệm trước Quốc hội Singapore.
Khu vực địa lý chính chịu trách nhiệm của SPF bao trùm toàn bộ đất nước, bao gồm 5 khu vực được chia thành 55 khu vực quy hoạch. Tổ chức có nhiều bộ phận nhân viên khác nhau với trọng tâm cụ thể. Chúng bao gồm Phòng Cảnh sát Sân bay, phụ trách việc kiểm soát các sân bay dân sự chính của Singapore ở Changi và Seletar, hoặc Cảnh sát bảo vệ bờ biển, bảo vệ và thực thi các khu vực thuộc lãnh hải và các cảng của Singapore.
Trước đây gọi là Cảnh sát Cộng hòa Singapore, SPF là một tổ chức mặc đồng phục. SPF đã tuyên bố sứ mệnh và tầm nhìn của mình là "ngăn chặn, răn đe và phát hiện tội phạm nhằm đảm bảo an toàn và an ninh của Singapore". Đây là đầu mối liên lạc của Singapore với các cơ quan nước ngoài như Interpol và các cơ quan thực thi pháp luật quốc tế khác. Cơ cấu tổ chức của SPF được phân chia giữa các chức năng nhân viên và tuyến, gần được mô phỏng theo Lực lượng Vũ trang Singapore.
SPF hiện bao gồm 16 phòng ban nhân viên, 4 phòng ban nhân viên chuyên môn, 18 đơn vị chuyên môn và tuyến cũng như 7 đơn vị đất đai. Trụ sở chính của nó được đặt tại một trong các dãy nhà của tòa nhà New Phoenix Park ở quận Novena, nằm ngay cạnh khu nhà đôi do quốc hội chiếm giữ. Nằm trong trụ sở chính là Trung tâm Di sản Cảnh sát, mở cửa cho công chúng và giới thiệu lịch sử của SPF thông qua các cuộc triển lãm và trưng bày đa phương tiện khác nhau.
Tính đến năm 2020, SPF có quân số khoảng 10.706 nhân sự: 9.571 sĩ quan tuyên thệ và 1.135 nhân viên dân sự. SPF nhìn chung được coi là đơn vị đi đầu trong việc giữ tỷ lệ tội phạm ở mức thấp ở Singapore cũng như tương đối minh bạch trong hoạt động trị an. Theo đó, Singapore được coi là một trong những quốc gia ít tham nhũng nhất và an toàn nhất trên thế giới. SPF cũng hợp tác chặt chẽ với Cục an ninh Nội bộ và Cục Điều tra Hành vi Tham nhũng. Tính đến năm 2022, Bộ trưởng Bộ Nội vụ hiện tại là K Shanmugam, trong khi ủy viên hiện tại của SPF là Hoong Wee Teck.